# 光茎短距翠雀花
光茎短距翠雀花（学名：Delphinium forrestii var. viride）为毛茛科翠雀属下的一个变种。

## 扩展阅读
- 維基物種上的相關：光茎短距翠雀花